# Tapinoma emeryanum
Tapinoma emeryanum is een mierensoort uit de onderfamilie van de Dolichoderinae. De wetenschappelijke naam van de soort is voor het eerst geldig gepubliceerd in 1927 door Kuznetsov-Ugamsky.